# Swerim
Swerim AB är ett "metallforskningsinstitut som bedriver industrinära forskning och utveckling kring metaller och deras väg från råmaterial till färdig produkt". Institutet finns på två orter i Sverige – Luleå och Stockholm. 
Swerim ägs till 80 procent av industrin och till 20 procent av svenska staten genom RISE Research Institutes of Sweden. 
Swerim bildades  1 oktober 2018 av Swerea MEFOS och delar av Swerea KIMAB. 